# Alaudala rufescens

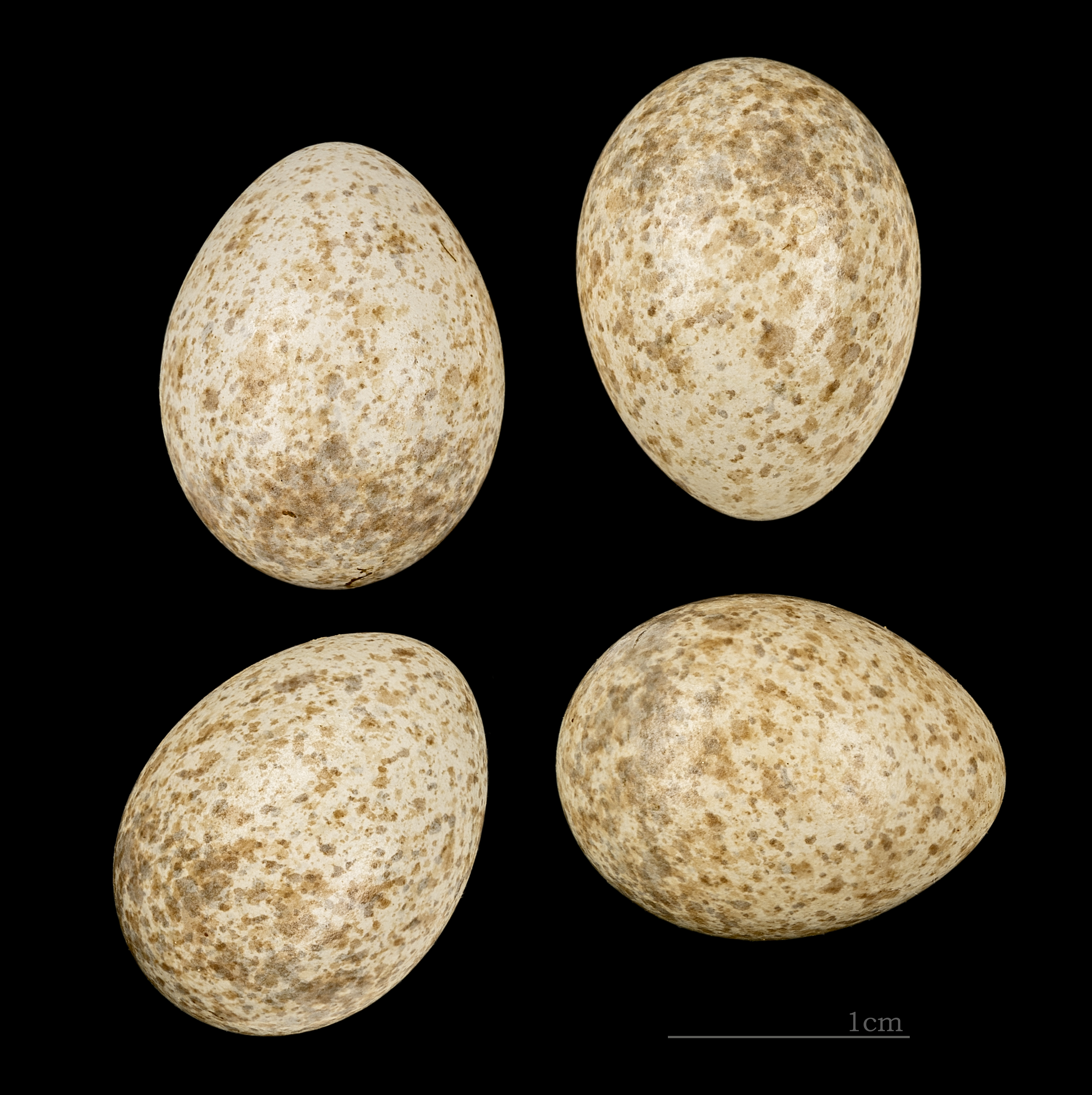
Huevos de Calandrella rufescens minor

La terrera marismeña (Alaudala rufescens) es una especie de ave paseriforme de la familia Alaudidae propia de Eurasia y África. 

## Subespecies
- Alaudala rufescens apetzii (Brehm,AE) 1857
- Alaudala rufescens heinei (Homeyer) 1873
- Alaudala rufescens minor (Cabanis) 1851
- Alaudala rufescens nicolli Hartert 1909
- Alaudala rufescens polatzeki Hartert 1904
- Alaudala rufescens pseudobaetica Stegmann 1932
- Alaudala rufescens rufescens (Vieillot) 1819